# Europawahl in Belgien 1984
- Sozialdemokraten (PS/SP): 7
- fraktionslos (PS/SP): 2
- RBW: 4
- Liberaldemokraten (PRL/PVV): 5
- Christdemokraten (CVP/PSC): 6

Die Europawahl in Belgien 1984 war die zweite Direktwahl zum Europäischen Parlament in Belgien. Sie fand am 17. Juni 1984 im Rahmen der EG-weiten Europawahl 1984 statt. In Belgien wurden 24 der 434 Parlamentssitze vergeben. Dabei wurden die Mandate auf ein niederländischsprachiges Wahlkollegium (13 Mandate) und ein französischsprachiges Wahlkollegium (11 Mandate) aufgeteilt. Es bestand Wahlpflicht.

## Parteien
Folgende Listen traten im niederländischen Wahlkollegium an:
| Partei                                                      | Kürzel  | Europäische Partei                       | Anmerkung                   |
| ----------------------------------------------------------- | ------- | ---------------------------------------- | --------------------------- |
| Christelijke Volkspartij                                    | CVP-EVP | Europäische Volkspartei                  |                             |
| Socialistische Partij                                       | SP      | Sozialdemokratische Partei Europas       |                             |
| Partij voor Vrijheid en Vooruitgang                         | PVV-ELD | Europäische Liberaldemokraten            |                             |
| Volksunie                                                   | VU-EVA  | Europäische Freie Allianz                |                             |
| Anders Gaan Leven                                           | AGALEV  | Europäische Koordination Grüner Parteien |                             |
| Kommunistische Partij van België                            | KPB     | –                                        | PCB im frz.WK               |
| Vlaams Blok                                                 | VB      | –                                        |                             |
| Partij van de Arbeid van België                             | PVDA    | –                                        | PTB im frz.WK               |
| Socialistische Arbeiderspartij-Revolutionaire Arbeidersliga | SAP-RAL | –                                        | POS-LRT im frz.WK, 1979 RAL |

Folgende Listen traten im französischsprachigen Wahlkollegium an:
| Liste                                                                        | Kürzel  | Europäische Partei                       | Anmerkung |
| ---------------------------------------------------------------------------- | ------- | ---------------------------------------- | --- |
| Parti Socialiste                                                             | PS      | Sozialdemokratische Partei Europas       | |
| Parti Réformateur Libéral                                                    | PRL     | Europäische Liberaledemokraten           | |
| Parti Social Chrétien                                                        | PSC     | Europäische Volkspartei                  | |
| Europe écologie                                                              | ECOLO   | Europäische Koordination Grüner Parteien | |
| Front démocratique des francophones pour la Communaute Francaise et l'Europe | FDF-CFE | –                                        | FDF und Front pour une Nouvelle Force Politique; 1979 FDF gemeinsam mit RW                                      |
| Parti Communiste de Belgique                                                 | PCB     | –                                        | KPB im ndl. WK                                                                                                  |
| Présence Wallonne en Europe                                                  | PWE     | –                                        | Rassemblement Wallon (RW), Rassemblement Populaire Wallon (RPW), Front pour l'Indépendance de la Wallonie (FIW) |
| Parti du Travail de Belgique                                                 | PTB     | –                                        | PVDA im ndl.WK                                                                                                  |
| Parti ouvrier socialiste-Ligue révolutionnaire des travailleurs              | POS-LRT | –                                        | SAP-RAL im ndl.WK, 1979 LRT                                                                                     |

## Endergebnis
Die Wahlbeteiligung lag bei 92,1 %
| WK  | Partei/Liste    | Stimmen   | Anteil | Anteil | Anteil | Anteil | Anteil | Anteil | Mandate | Mandate | Fraktion |
| WK  | Partei/Liste    | Stimmen   | ndl.WK | ndl.WK | frz.WK | frz.WK | Gesamt | Gesamt | Mandate | Mandate | Fraktion |
| --- | --------------- | --------- | ------ | ------ | ------ | ------ | ------ | ------ | ------- | ------- | -------- |
| N   | CVP             | 1.132.682 | 32,53  | −15,56 | –      | –      | 19,80  | −9,80  | 4       | –3      | EVP      |
| N   | SP              | 979.702   | 28,13  | +7.23  | –      | –      | 17,12  | +4,28  | 4       | +1      | Soc. *   |
| F   | PS              | 762.293   | –      | –      | 34,04  | +6,61  | 13,32  | +2,76  | 5       | +1      | Soc. *   |
| F   | PRL             | 540,610   | –      | –      | 24,14  | +6,38  | 9,45   | +2,60  | 3       | +1      | LD       |
| N   | PVV             | 494.277   | 14,19  | −1,13  | –      | –      | 8,64   | −0,85  | 2       | ±0      | LD       |
| N   | VU              | 484.494   | 13,91  | +4,20  | –      | –      | 8,47   | +1,58  | 2       | +1      | ARC      |
| F   | PSC             | 436.108   | –      | –      | 19,47  | −1,77  | 7,62   | –0,57  | 2       | –1      | EVP      |
| N   | Agalev          | 246.712   | 7,08   | +4,75  | –      | –      | 4,31   | +2,88  | 1       | +1      | ARC      |
| F   | Ecolo           | 220.663   | –      | –      | 9,85   | +4,71  | 3,86   | +1,88  | 1       | +1      | ARC      |
| F   | FDF-CFE         | 142.879   | –      | –      | 6,38   | −13,37 | 2,50   | –5,62  | –       | –2      |          |
| N/F | KPB/PCB         | 87.379    | 0,74   | –0,45  | 2,75   | –2,30  | 1,53   | –1,15  |         |         |          |
| N   | VB              | 73.174    | 2,10   | ±0,00  | –      | –      | 1,28   | ±0,00  |         |         |          |
| F   | PWE             | 51.903    | –      | –      | 2,32   | neu    | 0,91   | neu    |         |         |          |
| N/F | PVDA/PTB        | 43.637    | 0,88   | –0,21  | 0,58   | +0,16  | 0,76   | +0,07  |         |         |          |
| N/F | SAP-RAL/POS-LRT | 14.910    | 0,43   | +0,11  | 0,47   | +0,17  | 0,44   | +0,13  |         |         |          |

| Europawahl in Belgien 1984Niederländische Sprachgruppe %403020100 32,528,114,213,97,12,1 CVPSPPVVVUAgalevVBSonst.Gewinne und Verlusteim Vergleich zu %p 8 6 4 2 0 −2 −4 −6 −8−10−12−14−16−18−16,6+7,2−1,1−3,9+4,8± 0,0+0,6CVPSPPVVVUAgalevVBSonst. | Europawahl in Belgien 1984Französische Sprachgruppe %403020100 3424,119,59,86,42,83,4 PSPRLPSCEcoloFDFeKPB/PCBSonst.Gewinne und Verlusteim Vergleich zu %p 8 6 4 2 0 −2 −4 −6 −8−10−12−14+6,6+6,3−1,7+4,7−13,4−2,3−0,3PSPRLPSCEcoloFDFKPB/PCBSonst.Anmerkungen:e Zusammen mit Front pour une Nouvelle Force Politique |